# Abdulhalim Mirso Nasarsoda
Abdulhalim Mirso Nasarsoda (tadschikisch Абдуҳалим Мирзо Назарзода, russisch Абдухалим Мирзо Назарзода Abduchalim Mirso Nasarsoda, englisch Abduhalim Nazarzoda; * 1. Januar 1964 in Rudakij; † 16. September 2015 in Wahdat) war ein tadschikischer Generalmajor und stellvertretender Verteidigungsminister der Republik Tadschikistan. 2015 wurde er eines Putschversuches gegen die Regierung beschuldigt und bei einer Schießerei mit den Regierungstruppen ermordet.

## Biographie
Nasarsoda schloss die allgemeinbildende Schule Nr. 63 in Duschanbe ab. Bis 1992 arbeitete er in einer Strumpfwarenfabrik und als Lagerleiter.
Während des Bürgerkriegs in Tadschikistan (1991–1997) kämpfte Nasarsoda an der Seite der Vereinten Tadschikischen Opposition. Nach der Unterzeichnung des Friedensvertrages im Juni 1997, wonach die Oppositionsgruppen eine 30-prozentige Regierungsbeteiligung zugesprochen bekamen, machte Nasarsoda eine steile Militärkarriere.
Zwischen 2003 und 2005 studierte Nasarsoda in der Militärakademie des Generalstabs der Streitkräfte der Russischen Föderation, anschließen an der Tadschikischen Nationaluniversität. Von 2005 bis 2014 bekleidete er führende militärische Ämter in den Reihen der Landtruppen Tadschikistans, bevor er zum stellvertretenden Verteidigungsminister ernannt wurde.

## Ermordung
Anfang September 2015 kam es in der Stadt Wahdat, die ca. 20 km östlich der Hauptstadt Duschanbe liegt, zum bewaffneten Überfall gegen die Regierungs- und Polizeieinrichtungen. Der Präsident Tadschikistans Emomalij Rahmon warf Nasarsoda vor, Hauptdrahtzieher dieses Aufstandes gewesen zu sein und enthob ihn von all seinen Ämtern. Daraufhin mobilisierte Nasarsoda seine Anhänger für einen bewaffneten Kampf gegen Rahmon, den er wegen des harten Vorgehens gegen die Opposition stark kritisierte. Mit einem großen Waffenarsenal verschanzten sich die Aufständischen in der 40 km östlich von Duschende gelegenen Schlucht Romit. Die blutigen Gefechte, die tagelang andauerten, forderten Dutzende Tote auf beiden Seiten. Am 16. September wurde Nasarsoda bei einem Schusswechsel mit den Spezialeinheiten des Innenministeriums zusammen mit 10 weiteren Mitstreitern getötet.